# Kallstadt
Kallstadt là một đô thị nằm bên con đường rượu vang Đức thuộc huyện Bad Dürkheim, bang Rheinland-Pfalz, tây nam Đức. Kallstadt là nơi sinh của bố mẹ Henry J. Heinz - người thành lập H. J. Heinz Company.

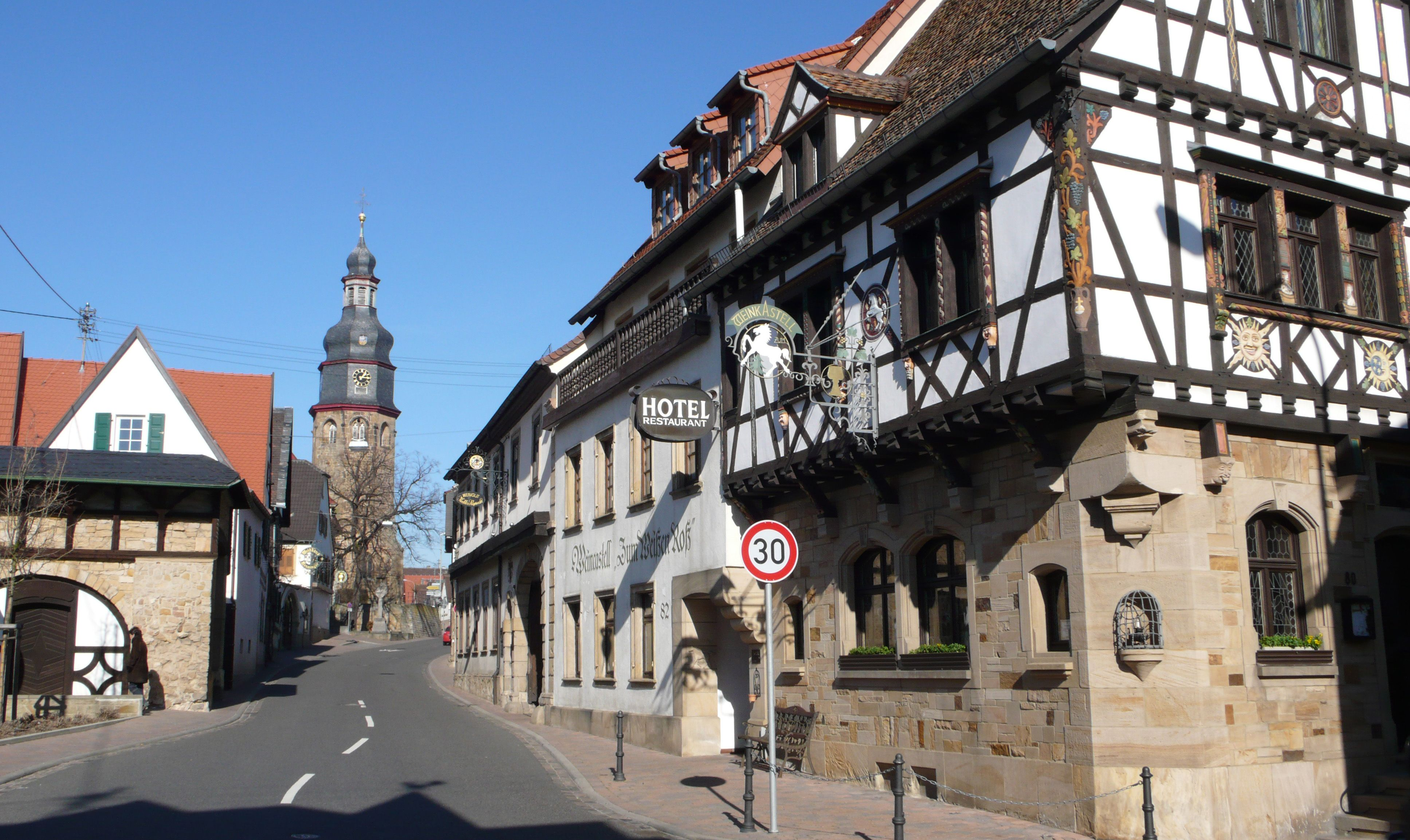
Kallstadt, phố chính

Nó là một phần của Vùng đô thị Rhine-Neckar thành phố lớn nhất là Mannheim, thành phố lớn thứ 22 của Đức. Trong phần lớn của thế kỷ 19, nó là một phần của công quốc Bayern. Nó đã thu hút sự chú ý của truyền thông quốc tế như là tổ tiên của các gia đình có liên quan đến Heinz và dòng họ Trump, hai dòng họ kinh doanh và chính trị nổi tiếng ở Hoa Kỳ.